# Самрей, Касидит
Касидит Самрей (англ. Kasidit Samrej, тайск. กษิดิศ สำเร็จ; род. 20 января 2001, Бангкок) — таиландский профессиональный теннисист. Победитель шести турниров ITF (4 — в одиночном разряде); двукратный чемпион и двукратный бронзовый призёр Игр Юго-Восточной Азии (2021, 2023); серебряный призёр Летней Универсиады (2021).
Самрей с 2019 года представляет Таиланд на Кубке Дэвиса, где его рекорд W/L составляет 10-8.

## Общая информация
Родился 26 января 2001 года в Бангкоке, в Таиланде.

## Спортивная карьера
В 2022—2024 годах стал победителем четырёх турниров ITF в одиночном разряде.
И в 2023—2024 годах стал победителем ещё двух турниров ITF в парном разряде.

### 2024—2025
В конце ноября 2024 года он выиграл специальный турнир для теннисистов Азиатско-Тихоокеанского региона и стал первым обладателем wild-card в основную сетку одиночного разряда турнира Большого шлема Открытого чемпионата Австралии. Где в первом круге встретился с россиянином Даниилом Медведевым и сумел навязать борьбу пятой ракетке мира, но уступил в пяти сетах со счётом 2-6, 6-4, 6-3, 1-6, 2-6.

## Рейтинг на конец года
| Год  | Одиночный рейтинг | Парный рейтинг |
| 2024 | 414               | 1104           |
| 2023 | 655               | 999            |
| 2022 | 602               | 1041           |
| 2021 | 1228              | 1824           |
| 2020 | 1026              | 1444           |
| 2019 | 1099              | 1498           |